# Skeeter Bonn
Skeeter Bonn (* 6. April 1923 in Sugarville, Illinois; † 6. November 1994; bürgerlicher Name Junior Lewis Boughan) war ein US-amerikanischer Country-Musiker. Bonn wirkte Anfang der 1950er-Jahre regelmäßig in vier verschiedenen Barn Dance Shows mit.

## Leben

### Kindheit und Jugend
Skeeter Bonn wurde 1923 in Sugarville, Illinois, geboren, verließ die elterliche Farm aber mit 13 Jahren und zog nach Canton, Illinois. Mit 15 Jahren begann Bonn, zu singen und Gitarre zu spielen. 1942 wurde er zum Militärdienst berufen und diente in der US Navy, aus der er 1946 zurückkehrte. Bereits 1945 hatte Bonn seine Frau Marie Louise geheiratet, mit der er drei Söhne bekam.

### Karriere
Nach dem Krieg arbeitete Bonn beim Radiosender WLDS in Jackson, Illinois, und gewann 1949 die „Illinois Championship“ als Sänger. Schnell baute sich Bonn einen Ruf als talentierter Jodeler und als „Pickin‘ and Singin‘ Boy“ auf.
1951 zog Bonn zum Sender WHO in Des Moines, wo er jeden Samstagabend in der Live-Show Iowa Barn Dance Frolic auftrat. Um 1953 schloss er sich dem Ensemble des WWVA Jamborees an, wechselte Ende 1954 aber zum einstmals erfolgreichen National Barn Dance, der jedoch zu dieser Zeit einen Großteil seines einstigen Ruhmes eingebüßt hatte. Zur selben Zeit arbeitete er auch bei WLW in Cincinnati, Ohio und deren Midwestern Hayride. Um die öffentlichen Auftritte zu absolvieren, reisten Bonn und seine Band über 100.000 Meilen im Jahr.
1954 erhielt Bonn auch einen Plattenvertrag bei RCA Victor, und im selben Jahr erschien seine erste Single mit Honey Baby / I’ve Been Down This Road Before. 1955 schrieb er für Sally Massey den Song Rock-a-Bye Baby, die ihn für Sa-Ma Records im selben Jahr aufnahm. Bonns eigene Version des Titels erschien im Dezember 1955. Insgesamt erschienen acht Singles bei RCA von Bonn.
Obwohl Bonn ein talentierter Musiker war, einen Vertrag mit einem Major-Label hatte und durch seine ständigen Auftritte in landesweit gesendeten Country-Shows weitläufig zu hören war, gelang ihm nicht der Durchbruch. 1957 nahm er eine Single für Admiral Records auf und 1967 auch für Sims Records.

## Diskografie
| Jahr            | Titel                                             | #       | Anmerkungen |
| --------------- | ------------------------------------------------- | ------- | ----------- |
| RCA Victor      |                                                   |         |             |
| 1954            | Honey Baby / I’ve Been Down This Road Before      | 20-5314 |             |
| 1954            | Feelin’ So Blue / You Can Never Be My Darlin’     | 20-5861 |             |
| 1954            | Baby Doll / My Son, My Son                        | 20-5867 |             |
| 1954            | Conscience / Number One in My Heart               | 20-6052 |             |
| 1955            | Second Choice / Yodelin’ Man                      | 20-6115 |             |
| 1955            | Life Without You / Playing a Waiting Game         | 20-6229 |             |
| 1955            | Rock-a-Bye Baby / There’s No Use in Now           | 20-6352 |             |
| 1956            | Somebody New / Yodelin’ Bird                      | 47-6115 |             |
| Admiral Records |                                                   |         |             |
| 1957            | Chained / Love Call                               | 1007    |             |
| Sims Records    |                                                   |         |             |
| 1967            | Let Me Be the One / Off to Vietnam (In the Green) | 325     |             |